# Димитриадиева къща
Димитриадиевата къща или имение „Тиролоис“ (на гръцки: Μέγαρο «Τυρολόη» («Δημητριάδη»)) е емблематична сграда в град Солун, Гърция.

## Местоположение
Имението е разположено на улица „Агия София“ № 2, на ъгъла с булевард „Ники“.

## История
Сградата е построена в 1931 година от солунския инженер Георгиос Манусос. На гравираната мраморна плоча на входа пише „Йоану Димитриади“. Въз основа на типологията и местоположението може да се направи заключението, че е построена за семейно имение. Емблематичната сграда е с изглед към морето и планината Олимп и е използвана при снимките на филма „Една вечност и един ден“ (Μια αιωνιότητα και μια μέρα).
Зданието е обявено за културна ценност и е включено в списъка в 1983 година. В началото на XXI век сградата продължава да е жилищна постройка, като на приземния етаж и на таванския етаж се помещават ресторанти.

## Архитектура
В архитектурно отношение е шестетажна жилищна сграда с партер, предназначен за търговски обекти. Характерен е обликът на сградата, в еклектичен стил с коринтските колони и капители, флорални декорации, лъвски глави и арки. Всяка страна има пет вертикални оси, от които краищата се открояват с леко изпъкване и триъгълна корона. Балконите на първия етаж са изградени с балюстради, вторият и третият са изградени с железни парапети, а четвъртият - само с железни парапети. Наблюдава се тенденция към по-леки материали с увеличаването на височината на конструкцията. Последните два етажа не поддържат осите на останалата част от сградата, нито стила на декорация.